# Olympische Jugend-Winterspiele 2016/Teilnehmer (Lettland)
| Gelbes Symbol für Goldmedaillen mit stilisierten Olympischen Ringen | Graues Symbol für Silbermedaillen mit stilisierten Olympischen Ringen | Braundes Symbol für Bronzemedaillen mit stilisierten Olympischen Ringen |
| ------------------------------------------------------------------- | --------------------------------------------------------------------- | ----------------------------------------------------------------------- |
| 1                                                                   | 1                                                                     | —                                                                       |

Lettland nahm an den Olympischen Jugend-Winterspielen 2016 im norwegischen Lillehammer mit 16 Athleten in sieben Sportarten teil.

## Medaillen
Mit je einer gewonnenen Gold- und Silbermedaille belegte das lettische Team Platz 16 im Medaillenspiegel.

## Sportarten

### Biathlon
| Athleten                   | Wettbewerb           | Zeit (Schießfehler) | Rang |
| -------------------------- | -------------------- | ------------------- | ---- |
| Jungen                     |                      |                     |      |
| Ernests Loktevs            | 7,5 km Sprint        | 22:27,5 min (3)     | 41   |
| Ernests Loktevs            | 10 km Verfolgung     | 35:48,0 min (4)     | 41   |
| Mädchen                    |                      |                     |      |
| Nora Osīte                 | 6 km Sprint          | 22:12,5 min (2)     | 45   |
| Nora Osīte                 | 7,5 km Verfolgung    | 34.11,2 min (6)     | 43   |
| Gemischt                   |                      |                     |      |
| Nora Osīte Ernests Loktevs | Single Mixed-Staffel | 47:37,3 min (6+18)  | 23   |

### Eiskunstlauf
| Athleten         | Wettbewerb | Kurzprogramm | Kurzprogramm | Free Skating | Free Skating | Gesamt | Gesamt |
| Athleten         | Wettbewerb | Punkte       | Rang         | Punkte       | Rang         | Punkte | Rang   |
| ---------------- | ---------- | ------------ | ------------ | ------------ | ------------ | ------ | ------ |
| Jungen           |            |              |              |              |              |        |        |
| Deniss Vasiļjevs | Einzel     | 70,16        | 3            | 144,27       | 1            | 214,43 | Silber |
| Mädchen          |            |              |              |              |              |        |        |
| Diāna Ņikitina   | Einzel     | 58,81        | 3            | 106,79       | 4            | 165,60 | 5      |

### Rennrodeln
| Athleten                    | Wettbewerb   | Durchgang 1 | Durchgang 1 | Durchgang 2 | Durchgang 2 | Gesamt       | Gesamt |
| Athleten                    | Wettbewerb   | Zeit        | Rang        | Zeit        | Rang        | Zeit         | Rang   |
| --------------------------- | ------------ | ----------- | ----------- | ----------- | ----------- | ------------ | ------ |
| Jungen                      |              |             |             |             |             |              |        |
| Kristers Aparjods           | Einsitzer    | 47,691 s    | 1           | 47,618 s    | 1           | 1:35,309 min | Gold   |
| Kaspars Šļahota Aksels Tupe | Doppelsitzer | 54,350 s    | 10          | 53,819 s    | 8           | 1:48,169 min | 9      |
| Mädchen                     |              |             |             |             |             |              |        |
| Anda Upīte                  | Einsitzer    | 53,601 s    | 9           | 53,821 s    | 10          | 1:47,422 min | 9      |

| Athleten                                                 | Wettbewerb  | Mädchen  | Mädchen | Junge    | Junge | Doppel   | Doppel | Gesamt       | Gesamt |
| Athleten                                                 | Wettbewerb  | Zeit     | Rang    | Zeit     | Rang  | Zeit     | Rang   | Zeit         | Rang   |
| -------------------------------------------------------- | ----------- | -------- | ------- | -------- | ----- | -------- | ------ | ------------ | ------ |
| Gemischt                                                 |             |          |         |          |       |          |        |              |        |
| Anda Upīte Kristers Aparjods Kaspars Šļahota Aksels Tupe | Teamstaffel | 57,887 s | 7       | 57,085 s | 1     | 59,715 s | 6      | 2:54,687 min | 5      |

### Ski Alpin
| Jungen       |              |             |     |                    |                    |                    |                    |
| Žaks Gedra   | Super-G      |             |     |                    |                    | 1:15,42 min        | 36                 |
| Žaks Gedra   | Riesenslalom | 1:20,36 min | 16  | DNF                | DNF                | DNF                | DNF                |
| Žaks Gedra   | Slalom       | DNF         | DNF | nicht qualifiziert | nicht qualifiziert | nicht qualifiziert | nicht qualifiziert |
| Žaks Gedra   | Kombination  | 1:14,73 min | 30  | 41,97 s            | 10                 | 1:56,70 min        | 16                 |
| Mädchen      |              |             |     |                    |                    |                    |                    |
| Žanete Gedra | Super-G      |             |     |                    |                    | 1:19,63 min        | 30                 |

### Skilanglauf
| Athleten         | Wettbewerb       | Qualifikation | Qualifikation | Viertelfinale | Viertelfinale | Halbfinale         | Halbfinale         | Finale             | Finale             |
| Athleten         | Wettbewerb       | Zeit          | Rang          | Zeit          | Rang          | Zeit               | Rang               | Zeit               | Rang               |
| ---------------- | ---------------- | ------------- | ------------- | ------------- | ------------- | ------------------ | ------------------ | ------------------ | ------------------ |
| Jungen           |                  |               |               |               |               |                    |                    |                    |                    |
| Raimo Vīgants    | Cross            | 3:13,32 min   | 13            |               |               | 3:11,43 min        | 7                  | nicht qualifiziert | nicht qualifiziert |
| Raimo Vīgants    | Sprint klassisch | 3:06,42 min   | 12            | 3:13,50 min   | 5             | nicht qualifiziert | nicht qualifiziert | nicht qualifiziert | nicht qualifiziert |
| Raimo Vīgants    | 10 km Freistil   |               |               |               |               |                    |                    | 26:35,9 min        | 31                 |
| Mädchen          |                  |               |               |               |               |                    |                    |                    |                    |
| Patrīcija Eiduka | Cross            | 4:12,10 min   | 37            |               |               | nicht qualifiziert | nicht qualifiziert | nicht qualifiziert | nicht qualifiziert |
| Patrīcija Eiduka | Sprint klassisch | 3:50,56 min   | 30            | 3:48,44 min   | 6             | nicht qualifiziert | nicht qualifiziert | nicht qualifiziert | nicht qualifiziert |
| Patrīcija Eiduka | 5 km Freistil    |               |               |               |               |                    |                    | 14:23,4 min        | 21                 |

### Shorttrack
| Athleten         | Wettbewerb | Viertelfinale | Viertelfinale | Halbfinale   | Halbfinale | Finale       | Finale |
| Athleten         | Wettbewerb | Zeit          | Rang          | Zeit         | Rang       | Zeit         | Rang   |
| ---------------- | ---------- | ------------- | ------------- | ------------ | ---------- | ------------ | ------ |
| Jungen           |            |               |               |              |            |              |        |
| Karlis Kruzbergs | 500 m      | 45,766 s      | 4             | 47,371 s     | 3          | 47,371 s     | 14     |
| Karlis Kruzbergs | 1000 m     | 1:33,621 min  | 4             | 1:33,621 min | 2          | 1:33,621 min | 11     |

### Skeleton
| Athleten       | Durchgang 1 | Durchgang 1 | Durchgang 2 | Durchgang 2 | Gesamt      | Gesamt |
| Athleten       | Zeit        | Rang        | Zeit        | Rang        | Zeit        | Rang   |
| -------------- | ----------- | ----------- | ----------- | ----------- | ----------- | ------ |
| Jungen         |             |             |             |             |             |        |
| Krists Netlaus | 54,09 s     | 4           | 54,09 s     | 4           | 1:48,18 min | 4      |
| Mädchen        |             |             |             |             |             |        |
| Paula Lāce     | 56,39 s     | 6           | 56,07 s     | 3           | 1:52,46 min | 4      |
| Dārta Zunte    | 56,23 s     | 3           | 56,70 s     | 10          | 1:52,93 min | 5      |